# Johnson Township (comté de Carter, Missouri)
Johnson Township est un township du comté de Carter dans le Missouri, aux États-Unis,.  Le township est fondé en 1873 et baptisé en référence à Andrew Johnson, 17e président des États-Unis.

## Source de la traduction
- (en) Cet article est partiellement ou en totalité issu de l’article de Wikipédia en anglais intitulé « Johnson Township, Carter County, Missouri » (voir la liste des auteurs).